# Пятнистый топкнот
Пятнистый топкнот (лат. Zeugopterus punctatus) — вид лучепёрых рыб из семейства калкановых (Scophthalmidae), обитающий в восточной части Атлантического океана.

## Внешний вид и строение
Пятнистый топкнот — небольшая левосторонняя камбала почти полностью круглой формы с широким телом по сравнению с его длиной. Он имеет пятнистый коричневый и белый цвет, темную полосу вокруг глаз, светлые широкие плавники охватывающие всё тело и очень маленький хвост. В отличие от большинства других камбал, пятнистый топкнот, кажется, не меняет цвет для маскировки, а полагается на неподвижность, чтобы избежать обнаружения. Пятнистый топкнот вырастает до максимальной длины около 25 см. Иногда его путают с лимонной камбалой Microstomus kitti, которая тоже встречается на каменистых субстратах, но имеет заметный рисунок на спине, не имеет таких длинных плавников и имеет более заостренную форму. Глазная сторона тела покрыта мелкими ктеноидными чешуйками, в то время как слепая сторона покрыта циклоидными чешуйками, многие мелкие ктеноидные чешуйки кажутся пушистыми на ощупь.

## Распространение
Восточная часть Атлантического океана, включая Северное море, Балтийское море, Ла-Манш, Бискайский залив к югу от побережья Португалии.

## Поведение и экология
Этот вид обитает вдоль береговой линии. Среди европейских камбал он необычен тем, что предпочитает каменистый субстрат. Он способен затаиваться в самых неожиданных местах, держась за вертикальные скалы или даже переворачиваясь под выступами. Это достигается за счет того, что его широкие плавники впиваются в субстрат. Нерест происходит в период с февраля по июнь.
Он плотояден, питается мелкой рыбой и ракообразными.